# Kaarle Leopold Krohn
Kaarle Leopold Krohn (Helsingfors, Oroszország, 1863. május 10. – Sammatti, Finnország, 1933. június 19.) finn folklorista, filológus, finnugrista, költő, a Magyar Tudományos Akadémia tiszteleti tagja. Antti Amatus Aarnéval együtt az egyetemes szövegfolklórkincs összehasonlító szövegfilológiai tanulmányozását és tipologizálását elindító finn földrajzi-történeti iskola egyik elméleti megalapozója, a Kalevala keletkezéstörténetének újító szemléletű kutatója volt.
Julius Krohn (1835–1888) nyelvész, irodalomtörténész, folklorista fia, Ilmari Krohn (1867–1960) zeneszerző, zenetudós és Aino Kallas (1878–1956) írónő bátyja.

## Életútja
Nyelvészeti tanulmányokat folytatott a Helsinki Egyetemen. 1889-től a finn és egyetemes irodalomtörténet docense, 1898-tól a finn és összehasonlító folklorisztika rendkívüli, 1908-tól 1928-as nyugdíjazásáig rendes egyetemi tanára volt a Helsinki Egyetemen.

## Munkássága
Noha nyelvészeti tanulmányokat folytatott, apja, Julius Krohn hatására már az 1880-as években több népköltészeti gyűjtőúton vett részt, és az elsők között jegyzett fel finn és karél népmeséket, népi elbeszéléseket. Apja 1888-ban bekövetkezett hirtelen halála végérvényesen megváltoztatta és egy életre megszabta pályáját. A tudományos hagyaték átnézésekor ismerkedett meg mélyebben a Kalevalával és a Kanteletarral, ezeken keresztül a finn epikus és lírai népköltészet kérdéseivel. Apja kéziratban maradt tanulmányait kiegészítve, sok esetben tetemesen bővítve adta ki.
Munkássága legjelentősebb eredménye az apja elgondolásainak továbbfejlesztésével kidolgozott földrajzi-történeti iskola, amelyet később Antti Amatus Aarnéval közösen a szövegfolklorisztikai kutatások meghatározó elméleti alapjává tettek. Ez a voltaképpeni pozitivista szövegfilológiai irányzat a népköltészeti alkotásokat keletkezéstörténeti szempontból vizsgálja, az egyes szövegek és variánsaik elterjedtségére, elterjedésére, illetve az ezt a folyamatot kísérő szövegbeli és tartalmi változások feltérképezésére helyezi a hangsúlyt. A földrajzi-történeti iskola elméleti alapjainak megteremtése során alakult ki a folklóralkotások formai-tartalmi egységeinek ma is érvényes hierarchiája (típus, szüzsé, motívum, formula), és indult meg világszerte a folklórműfajok tipologizálása és típuskatalógusainak összeállítása. A kezdeményezés végső célja a lehető legteljesebb, egyetemes folklórarchívum összeállítása volt, amelynek alapján – összehasonlító szövegfilológiai módszerek segítségével – az egyes szövegtípusok archetípusainak meghatározása válik lehetségessé. A Kalevala és a finn népmesekincs történeti rétegeinek áttekintésével Krohn élen járt a földrajzi-történeti irányzat gyakorlati alkalmazásában.
Folklórelméleti munkássága mellett behatóan tanulmányozta a finnugor népek hitvilágát, ráolvasásait és népszokásait, a finn és skandináv mitológiát.
Mindemellett jelentős tudományszervező tevékenységet fejtett ki. Élére állt a Finn Tudományos Akadémia megalapításáért (1908) tevékenykedő mozgalomnak, vezető szerepet vállalt a nemzetközi folklorista szövetség, a Federation of Folklore Fellows 1907-es megalapításában és Folklore Fellows Communication című kiadványsorozatának 1910-es elindításában. A Virittäjä című finn nyelvészeti szaklap és a Finnisch-ugrische Forschungen című finnugrisztikai folyóirat alapító szerkesztője volt.
Késő romantikus stílusú, érzékeny, esetenként érzelmes ifjúkori verseit Wäinö költői álnéven publikálta.

### Társasági tagságai és elismerései
1931-ben a Magyar Tudományos Akadémia tiszteleti tagjává választották. 1917-től haláláig töltötte be a Finn Irodalmi Társaság (Suomalaisen Kirjallisuuden Seura) elnöki tisztét.

### Főbb művei

#### Tudományos művei
- Tutkimuksia suomalaisten kansansatujen alalta: Viekkaamman suhde väkevämpäänsä ketunseikoissa. Helsinki: Suomalaisen Kirjallisuuden Seura. 1886
- Kalevalan runojen historia. Helsingissä: Suomalaisen Kirjallisuuden Seura. 1904
- Suomalaiset syntyloitsut, vertaileva tutkimus. Helsinki: Suomalaisen Kirjallisuuden Seura. 1917
- Kalevalan kysymyksiä I–II. Helsinki. 1918
- Skandinavisk mytologi: Olaus-Petri-föreläsningar. Helsinki: Schildt. 1922
- Kalevalastudien. Helsinki: Suomalainen Tiedeakatemia. 1924
- Magische Ursprungsrunen der Finnen. Kerava: Keravan Kirjapainossa. 1924
- Die folkloristische Arbeitsmethode. Cambridge: Harvard University Press. 1926
- Antti Aarne. Helsinki: Suomalainen Tiedeakatemia. 1926
- Übersicht über einige Resultate der Märchenforschung. Helsinki: Suomalainen tiedeakatemia. 1931
- Kalevalan kertomarunojen opas. Helsingissä: Suomalaisen Kirjallisuuden Seura. 1932
- Zur finnischen Mythologie. Helsinki: Suomalainen tiedeakatemia. 1932

#### Szépirodalmi művei
- Wirolaisia satuja ja tarinoita. Porwoossa: WSOY. 1881 (versek)
- Suomalaisia satuja ja tarinoita. Porwoossa: Söderström. 1882 (versek)